# 사비니 여인들의 강간

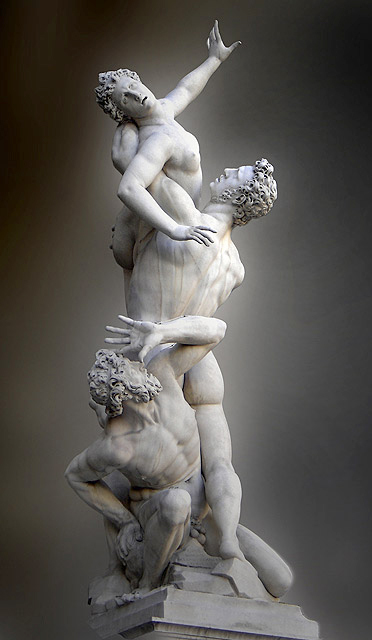
잠볼로냐 작 《사비니 여인의 납치》, 피렌체의 로자 데이 란치에 있다.

사비니 여인들의 강간(라틴어: Sabīnae raptae, 고전 라틴어 : [saˈbiː.nae̯ ˈrap.t̪ae̯])은 “사비니 여인의 납치” 또는 “사비니 여인의 약탈”로도 알려진 로마 신화의 사건으로, 로마의 남성들은 이 지역의 다른 도시에서 젊은 여성을 대량으로 납치했다. 그것은 특히 르네상스와 르네상스 이후 시대에 화가와 조각가의 빈번한 주제였다.
‘강간’이라는 단어(포르투갈어 및 기타 로만슈어의 ‘rapto’와 동족, ‘납치’를 의미함)는 사건에 대한 고대 설명에 사용된 라틴어 raptio의 일반적인 번역이다. 현대 학자들은 이 단어를 성폭행이 아닌 ‘납치’ 또는 ‘보쌈’으로 해석하는 경향이 있다. 스페인어와 같은 언어에서는 이 사건이 ‘대량 납치’로 기억되기도 한다.

## 이야기

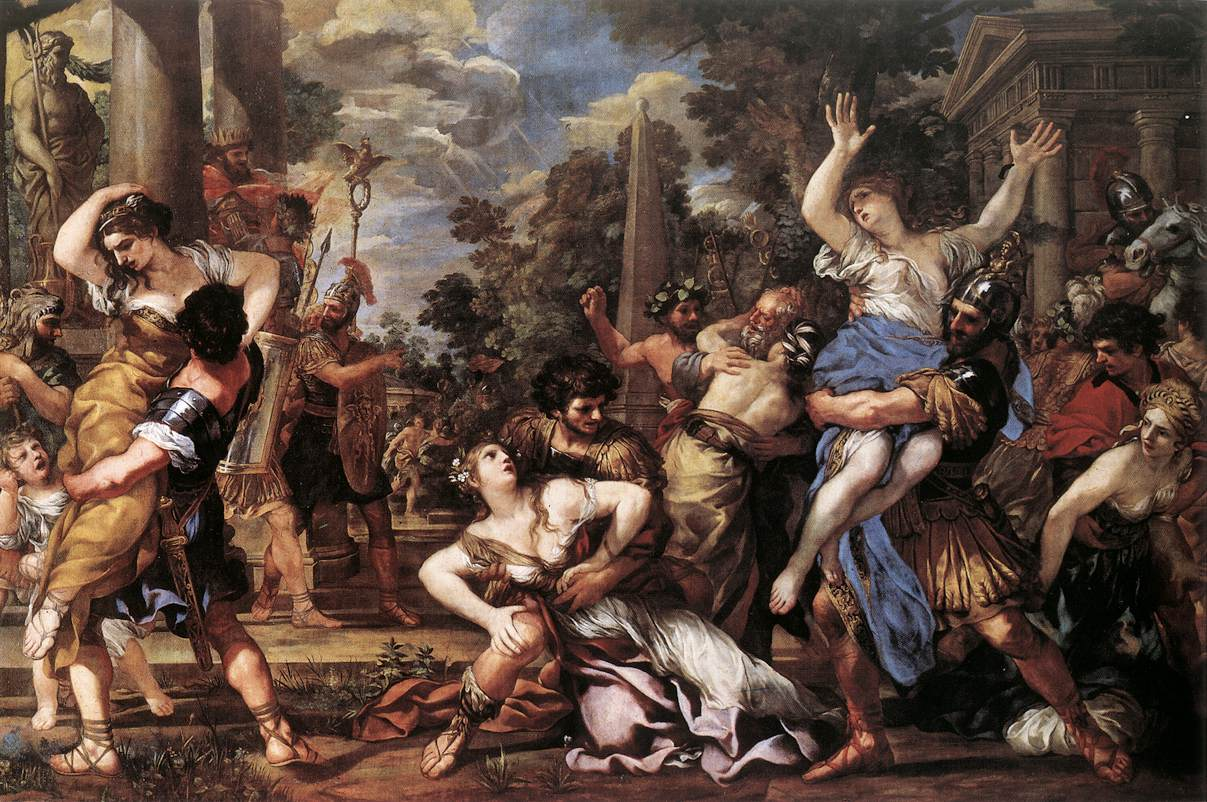
사비니 여인의 강간 피에트로 다 코르토나 작, 1627–1629

로마 역사가 리비우스에 따르면, 사비니 여성들의 납치 사건는 기원전 8세기 중반 로마 건국 직후 로마 초기 역사에서 발생했으며, 로물루스와 그를 추종하는 사내들이 저질렀다. 도시를 건설한 후 인구는 오로지 라틴계와 기타 이탈리아계 사람들, 특히 남성 도적들로만 구성했었다고 한다. 로마가 이웃에 비해 꾸준한 속도로 성장하면서 로물루스는 도시 힘을 유지하는 데 관심 두게 되었다. 그 주요 관심사는 소수의 여성 거주자들이 도시 인구를 부양할 기회가 없을 것이며, 로마가 한 세대 이상 지속하지 못할 것이라는 점이었다. 원로원의 조언에 따라 로마인들은 가족을 꾸릴 아내를 찾기 위해 주변 지역으로 나섰다. 로마인은 이웃 지역에 거주하는 사비니인을 포함하여 그들이 호소한 모든 민족과 협상에 실패했다. 사비니인은 경쟁 사회의 출현을 두려워하고, 그들의 여성이 로마인과 결혼하는 것을 거부했다. 결과적으로, 로마인들은 해왕성 승마 축제기간 동안 사비니 여성들을 납치할 계획을 세웠다. 그들은 인근 모든 마을의 사람들을 끌어들이기 위해 게임 축제를 계획하고 발표했다. 리비에 따르면 카이니나, 크루스투미니 및 안템나이를 포함한 로마의 이웃 마을에서 많은 사람들이 사비니인과 함께 축제에 참석하여 새로 설립된 도시를 직접 보고 싶어 했다. 축제에서 로물루스는 "일어나 그의 외투를 접은 후 근처에 던졌다가 다시 두르는" 신호를 보냈고, 이때 로마인들은 사비니 여인들을 붙잡고, 사비니 사람들과 싸웠다. 모두 30명의 사비니 여성들이 축제에서 로마인들에게 납치되었다. 축제에서 납치된 모든 여성은 로물루스의 아내가 된 한 명의 유부녀 헤르실리아를 제외하고 모두 처녀였다고 한다. 그녀는 로물루스의 아내가 되었고 나중에 로마인과 사비니족 사이의 뒤이어 일어나는 전쟁에 개입하고 막을 사람이 될 것이다. 피랍자들에게 로물루스는 로마인들을 새 남편으로 받아들일 것을 간청했다.

## 사비니와 다른 부족과의 전쟁

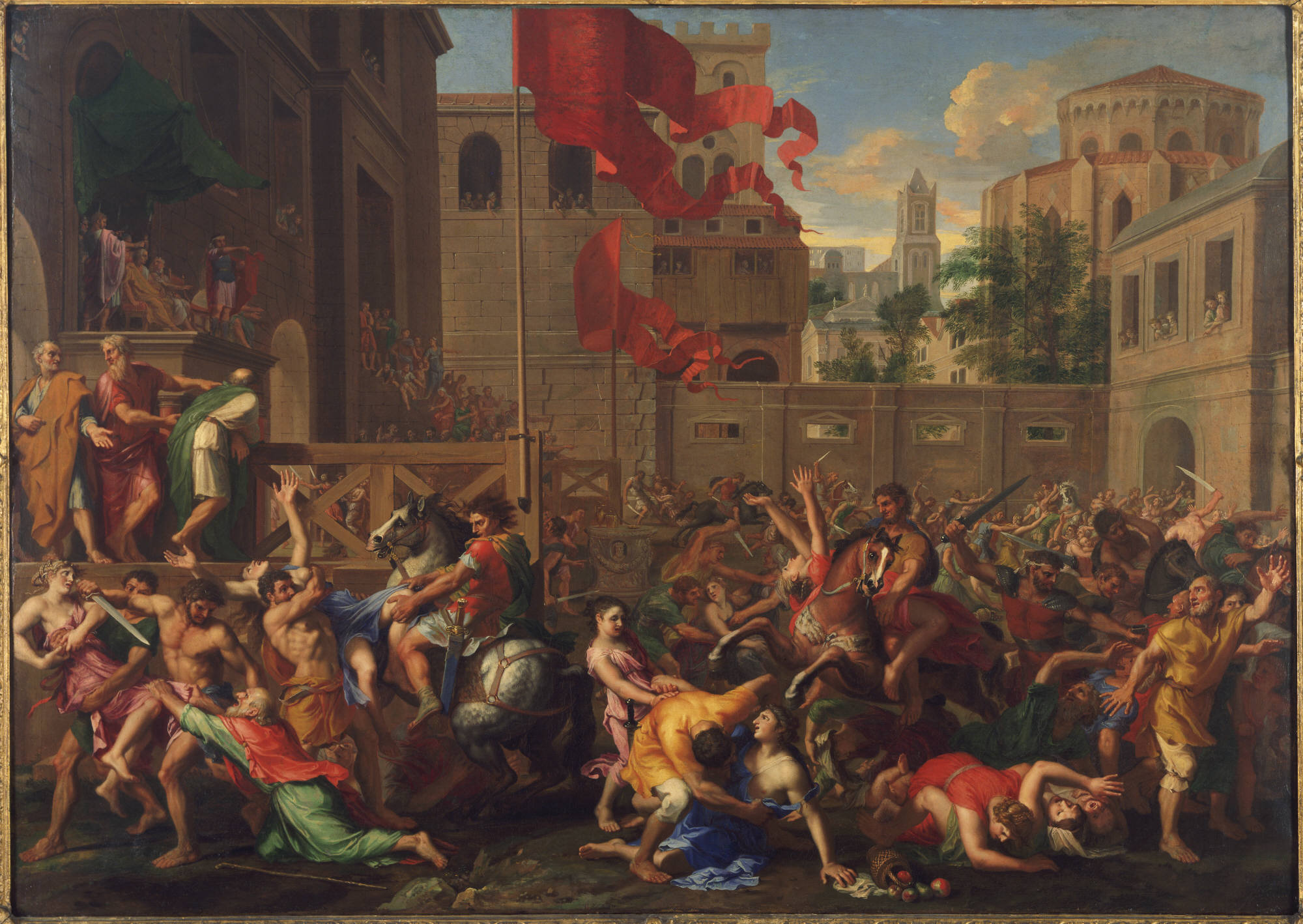
자크 스텔라, 사비니 여인들의 강간, 17세기 중반, 프린스턴 대학교 미술관

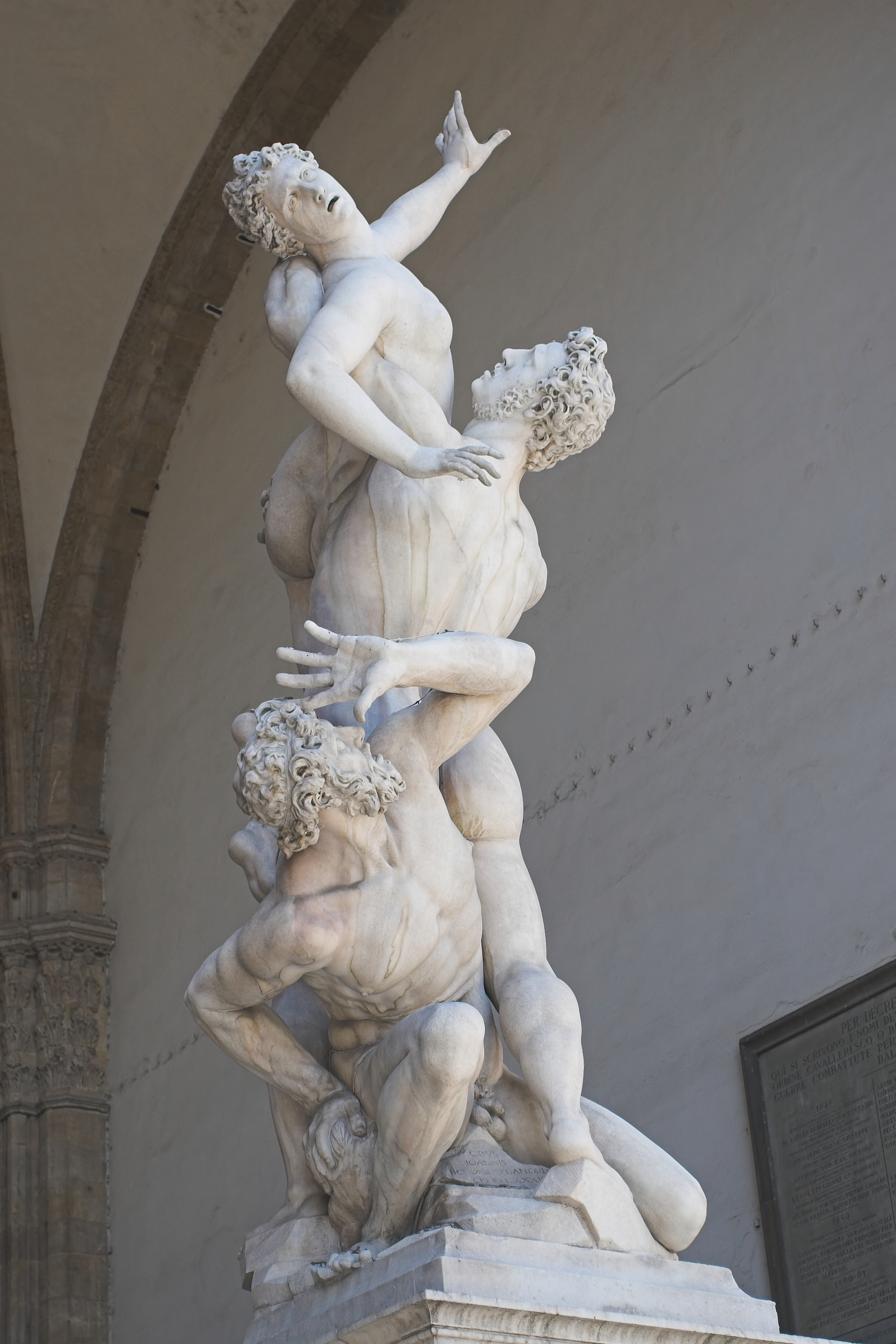
사비니 여인의 납치 잠볼로냐 작, 로자 데이 란치, 플로렌스

일어난 일에 분노한 카이니넨스의 왕은 군대를 이끌고 로마 영토에 들어갔다. 로물루스와 로마인은 전투에서 체닌네지를 만나 그들의 왕을 죽이고 그들의 군대를 패주시켰다. 로물루스는 나중에 카이니나를 공격하고 첫 번째 공격에서 그것을 차지했다. 로마로 돌아온 그는 유피테르 페레트리오스에게 사원을 헌납하고(리비에 따르면 로마에서 헌납된 최초의 사원) 적 왕의 소유물을 전리품으로 바쳤다. 파스티 트리움팔레스에 따르면, 로물루스는 기원전 752년 3월 1일에 카이니나에 대한 승리를 축하했다.
동시에 안템나이의 군대는 로마 영토를 침공했다. 로마군은 보복했고, 안템나이는 전투에서 패배하고, 그들의 도시는 함락되었다. 파스티 트리움팔레스에 따르면 로물루스는 안템나이에 대한 두 번째 승리를 기원전 752년에 축하했다.
크루스투미니도 전쟁을 시작했지만, 그들 역시 패배하고 그들의 마을은 함락되었다.
이후 로마 식민지 개척자 들은 로물루스에 의해 안템나이와 크루스투메리움으로 보내졌고, 그 도시의 많은 시민들(특히 포로가 된 여성의 가족)도 로마로 이주했다.
사비니인 스스로는 마침내 전쟁을 선포했고, 그들의 왕 티투스 타티우스가 이끄는 전투에 참가했다. 타티우스는 카피톨리노 언덕에 있는 성채의 로마 총독인 스푸리우스 타르페이우스의 딸 타르페아의 반역 덕분에 거의 로마를 점령하는 데 성공했다. 그녀는 “그들이 팔에 짊어진 것”에 대한 대가로 사비니인을 위해 성문을 열었고, 그들의 황금 팔찌를 받을 것이라고 생각했다. 대신, 사비니인들은 그녀를 방패로 짓이겨 죽였고, 그녀의 시신은 그 이후로 그녀의 이름인 타르페아 절벽으로 알려진 바위 위에 묻히거나 던져졌다.
로마인들은 라쿠스 쿠르티우스 전투로 알려지게 될 요새를 차지하고 있는 사비니인들을 공격했다. 로마의 진격은 호스투스 호스틸리우스가 이끌었고, 사비니 방어군은 메투스 쿠르티우스가 맡았다. 호스투스는 전투에서 쓰러졌고, 로마 전선은 양보했다. 로마군은 팔라티움 성문으로 후퇴했다. 로물루스는 부하들을 소집하여 그 자리에 로마 신 조베를 위한 신전을 지을 것을 약속했다. 그런 다음 그는 그들을 다시 전투로 이끌었다. 메티우스 쿠르티우스는 말에서 내려 도보로 달아났고, 로마인들은 승리하는 것처럼 보였다.
이야기의 이 시점에서 사비니 여성이 개입했다.
[그들은] 전쟁이 발발한 분노로부터 머리를 헝클어뜨리고 의복을 찢고, 그러한 끔찍한 장면에 의해 그들의 섹스의 소심함을 압도하고, 날아다니는 무기들 사이에 몸을 던질 용기를 가지고 달려가서, 분노한 군대를 갈라서 그들의 분노를 가라앉히려 했다. 한편으로는 아버지에게, 다른 한편으로는 남편에게 간청하여, “시아버지와 사위로서 서로 불경한 혈통으로 서로를 더럽히지 아니하고, 자기 자손과 손자 손녀를 살육으로 더럽히지 않게 하고 여러분이 서로 원한을 품지 아니하고, 우리 결혼에 대하여 원망을 우리에게 돌려주세요. 우리는 전쟁의 원인이요, 상함과 유혈의 근원이 우리 남편과 부모입니다. 너희 중에 한 사람도 없이, 과부나 고아로 사는 것보다 멸망하라.

전투는 끝났고, 사비니들은 로마인들과 하나의 국가로 통합하기로 동의했다. 티투스 타티우스는 5년 후 타티우스가 죽을 때까지 로물루스와 공동으로 통치했다.
로마의 새로운 사비니 주민들은 전투에서 점령한 카피톨리노 언덕에 정착했다.

## 역사적 해석
사비니 여성들의 납치 동기는 고대 자료들 사이에서 논란의 여지가 있다. 리비는 사비니 여성들을 납치한 로마의 동기는 오로지 도시 인구를 늘리기 위한 것이며, 납치기간 동안 직접적인 성폭행은 발생하지 않았다고 주장한다. 리비는 로물루스가 사비니 여성들에게 시민권과 재산권뿐만 아니라 자유로운 선택을 제공했다고 말한다. 리비에 따르면 로물루스는 그들 각자에게 직접 이야기하면서 “이 모든 것이 이웃과의 통혼권을 거부하는 부모의 자부심 때문이었다. 그들은 명예로운 결혼 생활을 하고 모든 재산과 시민권을 공유할 것이다. 그리고 인간 본성에 가장 소중한 것은 자유인의 어머니일 것이다.” 할리카르나서스의 디오니시우스와 같은 학자여성이 새롭게 로마 남성과 맺은 관계를 통해 사비니와의 동맹을 확보하려는 시도였다고 주장한다. 리비의 설명은 키케로의 작업을 통해 어떤 면에서 강화된다. 키케로의 작품 《국가에 대해》(De re publica)에서 그는 축제에서 사비니 여성을 납치하려는 계획이 “새로운 국가를 강화”하고 “그의 왕국과 사람들의 자원을 보호하기 위해” 행해진 것이라는 리비의 견해를 반복한다. 리비, 키케로 및 디오니시우스와 달리 오비드는 사비네의 납치를 도시의 자녀를 낳기 위해 아내를 취하려는 시도보다 로마 남성이 성적 욕망을 충족시키기 위한 수단으로 보고 있다. 그는 로마의 여성 부족을 둘러싼 문제를 언급하지만, 납치 계획의 요소로 만들지 않았다.
이 이야기가 로마 건국 신화의 일부였음이 분명하지만, 그 역사성에 대해서는 논란이 일고 있으며, 많은 역사가들에 의해 발생했을 가능성이 거의 없거나 적어도 설명된 방식으로 발생하지 않았을 것으로 간주된다. 테오도어 몸젠(뿐만 아니라 자크 푸세와 같은 후기 역사가들)은 이 이야기가 기원전 4세기 후반에 삼니움 전쟁 이후에 삼니움 사람들이 로마에 동화된 것을 설명하는 이야기로 퍼졌다고 믿었다. 전쟁과 동맹, 그리고 비슷한 사건을 먼 과거로 보낸다. 이 이야기는 기원전 89년에 사건을 묘사한 주화가 주조되었던 시기에 다시 관련성을 얻었을 것이다. 이것은 동안 이루어졌을 것이다. 사회 전쟁, 로마와 이탈리아 동맹국의 지위와 로마 시민권을 받을 자격이 있는지에 대한 갈등. 로마가 이웃 국가들과 충돌하게 된 로마의 과거 이야기는 잔혹한 폭력의 능력을 보여주었지만, 사비니족이 로마와 통일에 항복한 후 궁극적으로 전쟁을 피했다면 당시 로마가 보낼 수 있는 강력한 이야기였을 것이다.

## 예술 표현
전설에 대한 많은 치료법은 고대 로마인의 강인함과 용기에 대한 적절하게 영감을 주는 예와 격렬한 투쟁에서 영웅적으로 반나체의 인물을 포함하여 여러 인물을 묘사할 수 있는 기회를 결합했다.
이 주제는 가족과 문화의 연속성을 위한 결혼의 중요성을 상징하는 것으로 르네상스 시대에 인기가 있었다. 그것은 또한 성적인 주제의 이점을 더하여 극단적인 포즈로 여성과 남성 인물을 묘사하는 기술을 예술가가 보여줄 수 있는 전투 주제의 예이기도 하다. 그것은 15세기 이탈리아 카소니와 나중에 더 큰 그림에 정기적으로 묘사되었다. 무고한 자들의 학살이라는 주제로 신약성경과 비슷한 기회가 주어졌다.

### 잠볼로냐

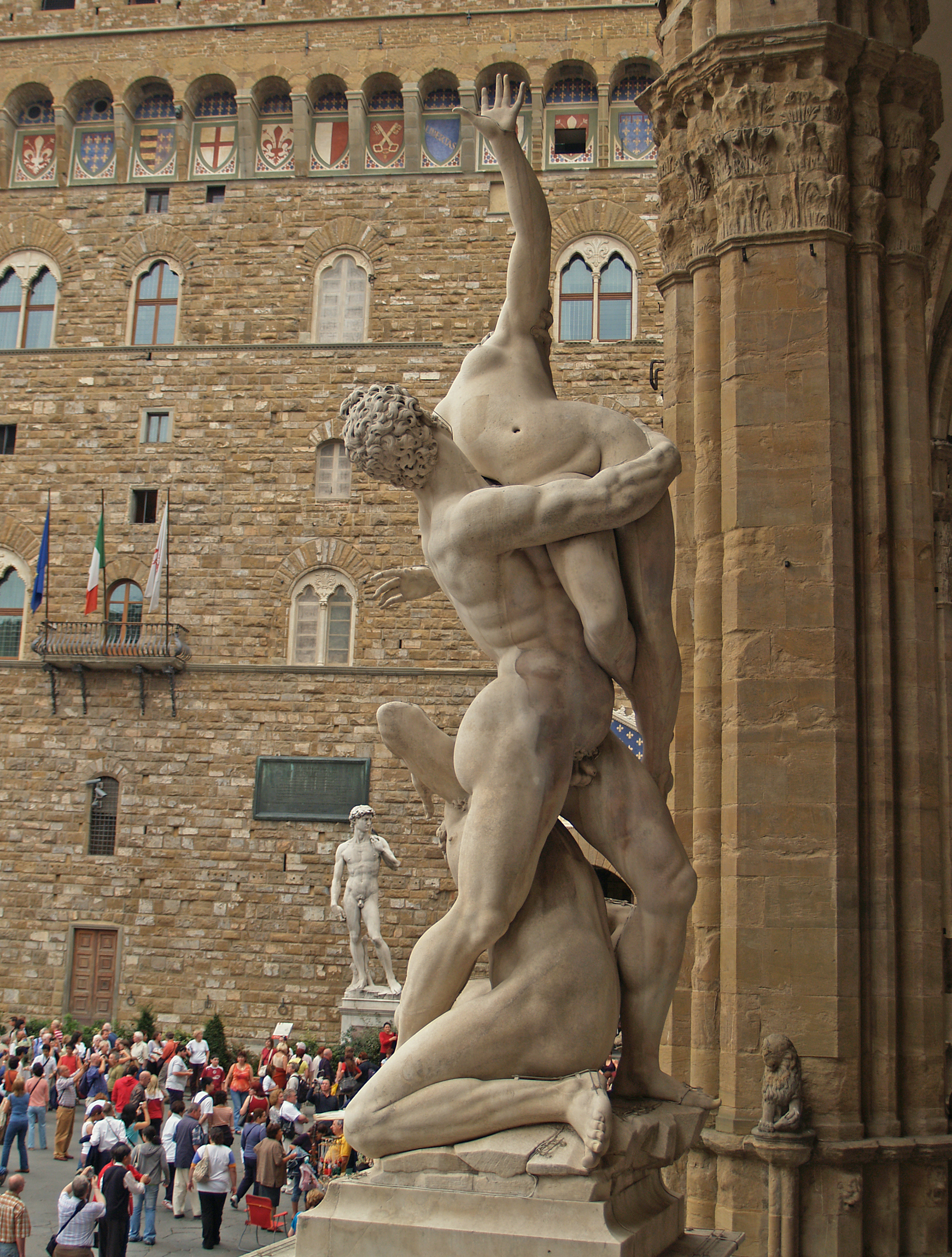
로자 데이 란치의 잠볼로냐 작, 사비니 여인들의 강간

16세기 이탈리아-플라망 조각가 잠볼로냐는 단일 대리석 블록으로 조각된 3명의 인물(여자를 공중으로 들어올리는 남자와 웅크리고 있는 두 번째 남자)으로 이 주제의 표현을 조각했다. 이 조각품은 잠볼로냐의 걸작으로 간주된다. 원래는 복잡한 조각 그룹을 만드는 예술가의 능력을 보여주기 위한 것이었지만, 주제인 전설적인 사비니족의 강간은 토스카나 대공 프란체스코 1세 데 메디치가 칙령을 내린 후에 발명해야 했다. 피렌체 시뇨리아 광장에 있는 로자 데이 란치에 공개 전시된다.
벤베누토 첼리니의 페르세우스 동상 맞은편에 제안된 조각 장소는 그룹이 피네우스의 안드로메다 강간과 같은 이전 작품과 관련된 주제를 설명해야 한다는 주장을 촉발했다. 프로세르피나와 헬레네의 각각의 강간도 가능한 주제로 제기되었다. 결국 조각품이 사비니 처녀 중 하나로 확인되기로 결정되었다.
작품은 OPVS IOANNIS BOLONII FLANDRI MDLXXXII ("플랑드르의 불로뉴의 요하네스 작품, 1582")에 서명했다. 나폴리의 카포디몬테 국립 박물관에 2명의 인물만 있는 초기 준비 청동이 있다. 그런 다음 잠볼로냐는 이번에는 세 번째 그림으로 계획을 수정하여 현재 런던의 빅토리아 앨버트 박물관에 있는 두 가지 밀랍 모형을 사용한다. 1582년에 완성된 완성된 조각에 대한 예술가의 본격적인 젯소는 피렌체의 아카데미아 미술관에 전시되어 있다.
여자와 무릎을 꿇고 있는 남자는 고대 조각 라오콘 군상의 인물을 참조한다.
잠볼로냐 자신의 스튜디오에서 제작되고 다른 사람들이 모방한 조각품의 청동 축소는 19세기까지 감정가 컬렉션의 필수품이었다.

### 니콜라 푸생

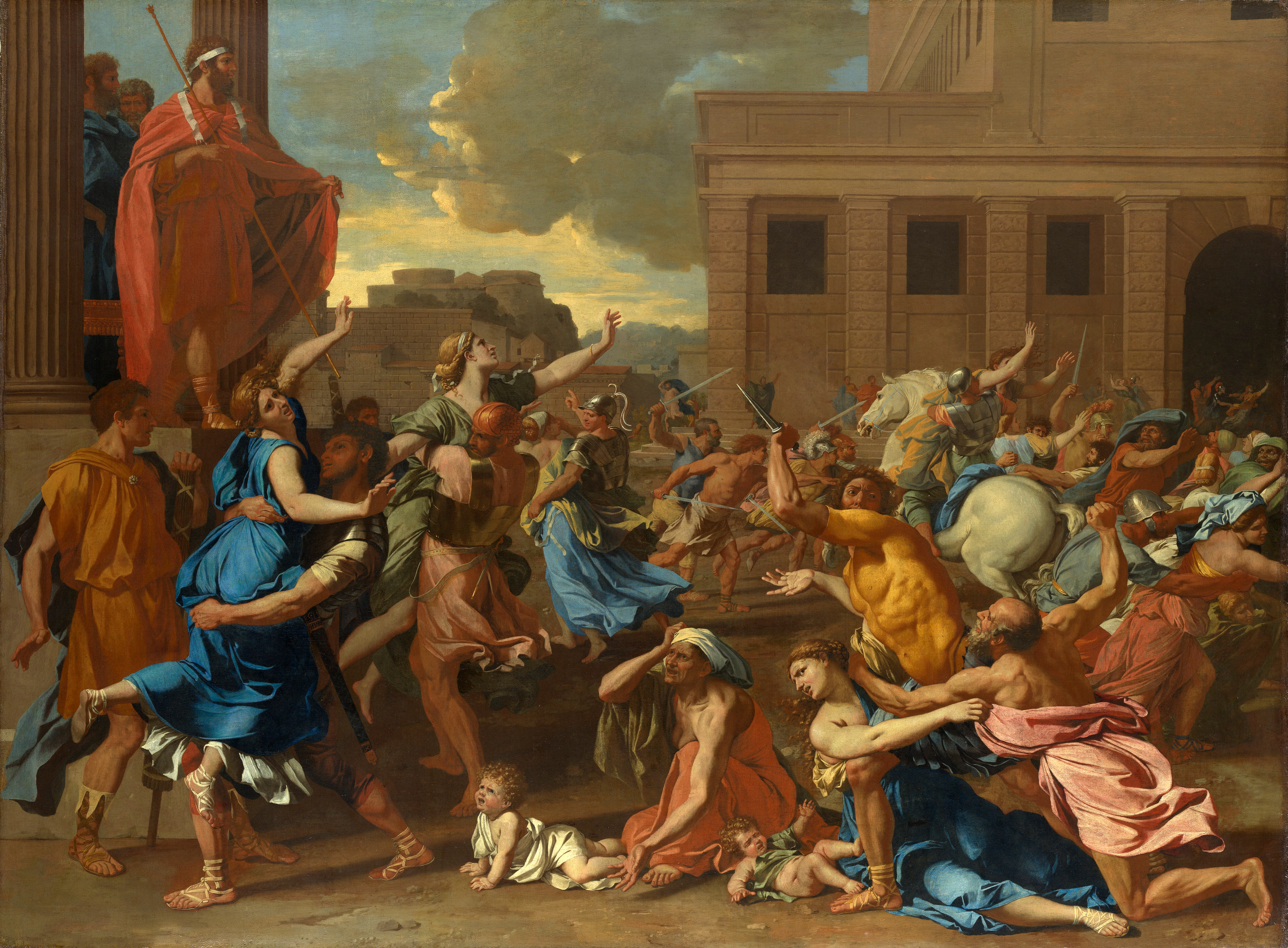
사비니 여인들의 납치, 니콜라 푸생 작, (1634–1635) (메트로폴리탄 미술관)

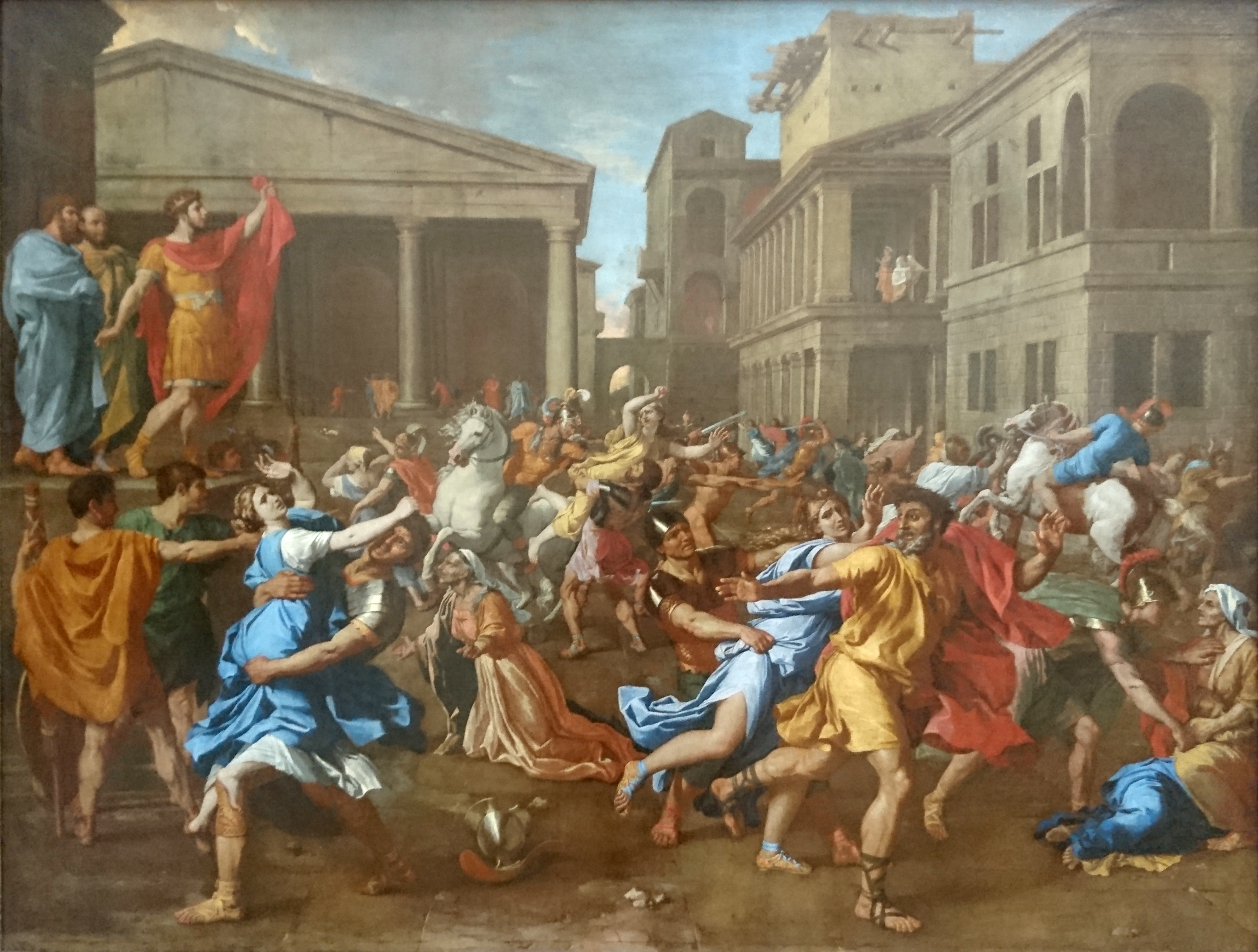
사비니 여인들의 강간, 니콜라 푸생 작, 로마, 1637–38 (루브르 박물관)

니콜라 푸생은 이 주제의 두 가지 주요 버전을 제작했다. 그의 초기 버전은 사비니 여인들의 납치라는 제목이었고, 1633-1634년 경에 완성되었을 가능성이 크다. 이 그림은 로물루스가 로마인들에게 납치 신호를 보내는 모습을 묘사하고 있다. 더메트(Met)에 따르면 푸생의 작업 주제는 포즈와 제스처에 대한 이해와 로마 건축에 대한 지식을 강조할 수 있게 해주었다. 이 버전의 그림은 현재 뉴욕 메트로폴리탄 미술관에 소장되어 있다.
푸생의 두 번째 버전인 사비니 여인들의 강간은 본질적으로 그의 원본 작품을 재창조한 것으로 1637-1638년경에 완성되었을 것이다. 이 작품의 건축적 배경은 원작보다 더 발전되어 있다. 이 그림은 현재 파리 루브르 박물관에 소장되어 있다. 루브르 박물관에 따르면 한 주제에 대해 여러 버전을 그리는 것은 푸생의 경력 전반에 걸쳐 드문 일이 아니었다.

### 페테르 파울 루벤스
페테르 파울 루벤스는 1635-40년경에 사비니 여인들의 강간 버전을 그렸다. 현재 런던 내셔널 갤러리에 소장되어 있다. 그림은 로물루스가 로마인들에게 사비니 여인들을 납치하라는 신호를 보낸 순간을 묘사하고 있다. 루벤스는 납치의 폭력성을 강조하고, 가슴이 노출된 여성과 여성의 치마를 들어올리는 군인을 묘사함으로써 그것을 성화한다.

### 요한 하인리히 쇤펠트
요한 하인리히 쇤펠트는 1630년대 후반에 사비니 여인들의 강간이라는 제목의 이 주제의 버전을 그렸다. 그의 작품은 현재 상트페테르부르크의 예르미타시 미술관에 있다.

### 자크 스텔라
자크 스텔라는 17세기 중반에 〈사비니의 강간〉이라는 제목의 사비니 여인들의 강간을 그렸다. 스텔라의 장면 묘사는 니콜라 푸생의 작품과 매우 흡사하여 그의 죽음 이후 그의 버전은 푸생으로 오인되었다고 한다. 이 작품은 현재 프린스턴 대학교 미술관에 소장되어 있다.

### 자크 루이 다비드

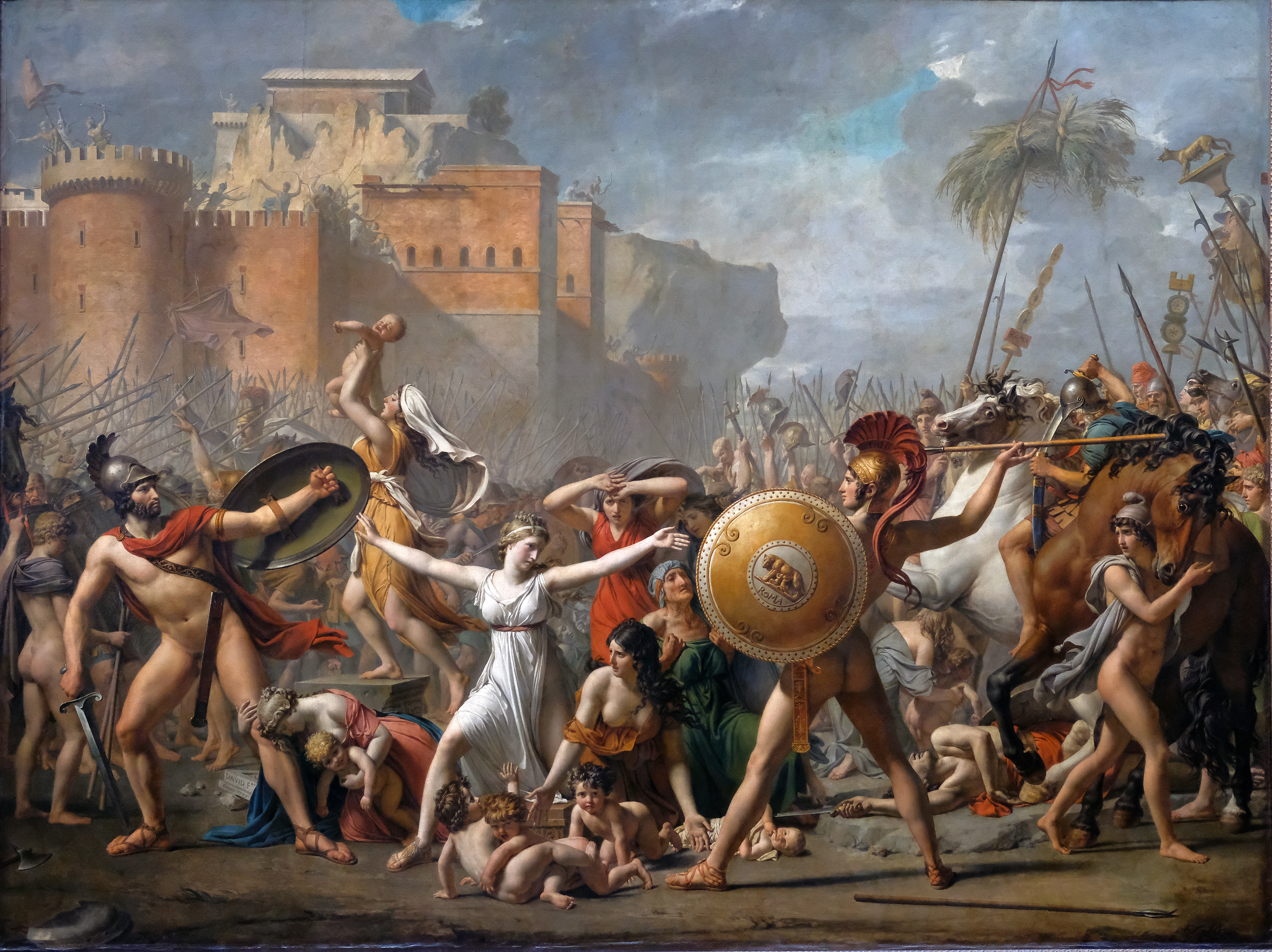
사비니 여인들의 개입 (1799년).

자크루이 다비드는 전쟁 당사자를 화해시키기 위해 여성들이 개입하는 이야기의 다른 쪽 끝을 그렸다. 전투원 사이를 달리며, 평화를 강요하는 사비니 여인들(사비니 여인들의 개입이라고도 함)은 1799년에 완성되었다. 이 작품은 루브르 박물관에 있다.
다비드는 1796년에 프랑스가 다른 유럽 국가들과 전쟁을 하고 있을 때, 공포의 통치와 테르미도르 반동으로 절정에 달한 내전 기간이 지난 후 다비드 자신이 로베스피에르의 지지자로 투옥되었던 1796년에 이 작업을 시작했다. 데이비드의 소원해진 아내가 감옥에서 그를 방문한 후, 그는 갈등보다 우선하는 사랑이라는 주제로 그의 아내를 기리기 위해 이야기를 들려줄 생각을 했다. 이 그림은 또한 프랑스 혁명의 유혈 사태 이후에 프랑스인들이 자신들의 차이를 화해시키기 위한 간청으로 여겨졌다.
이 그림은 로물루스의 아내 헤르실리아(사비니족의 족장 티투스 타티우스의 딸)가 남편과 아버지 사이를 돌진하고, 그 사이에 아기를 두는 모습을 묘사하고 있다. 활력이 넘치는 로물루스가 반쯤 물러난 타티우스를 창으로 공격할 준비를 하지만 주저한다. 다른 병사들은 이미 칼집을 내고 있다.
배경에 있는 바위 노두는 ‘타르페아 절벽’이다.

### 존 리치

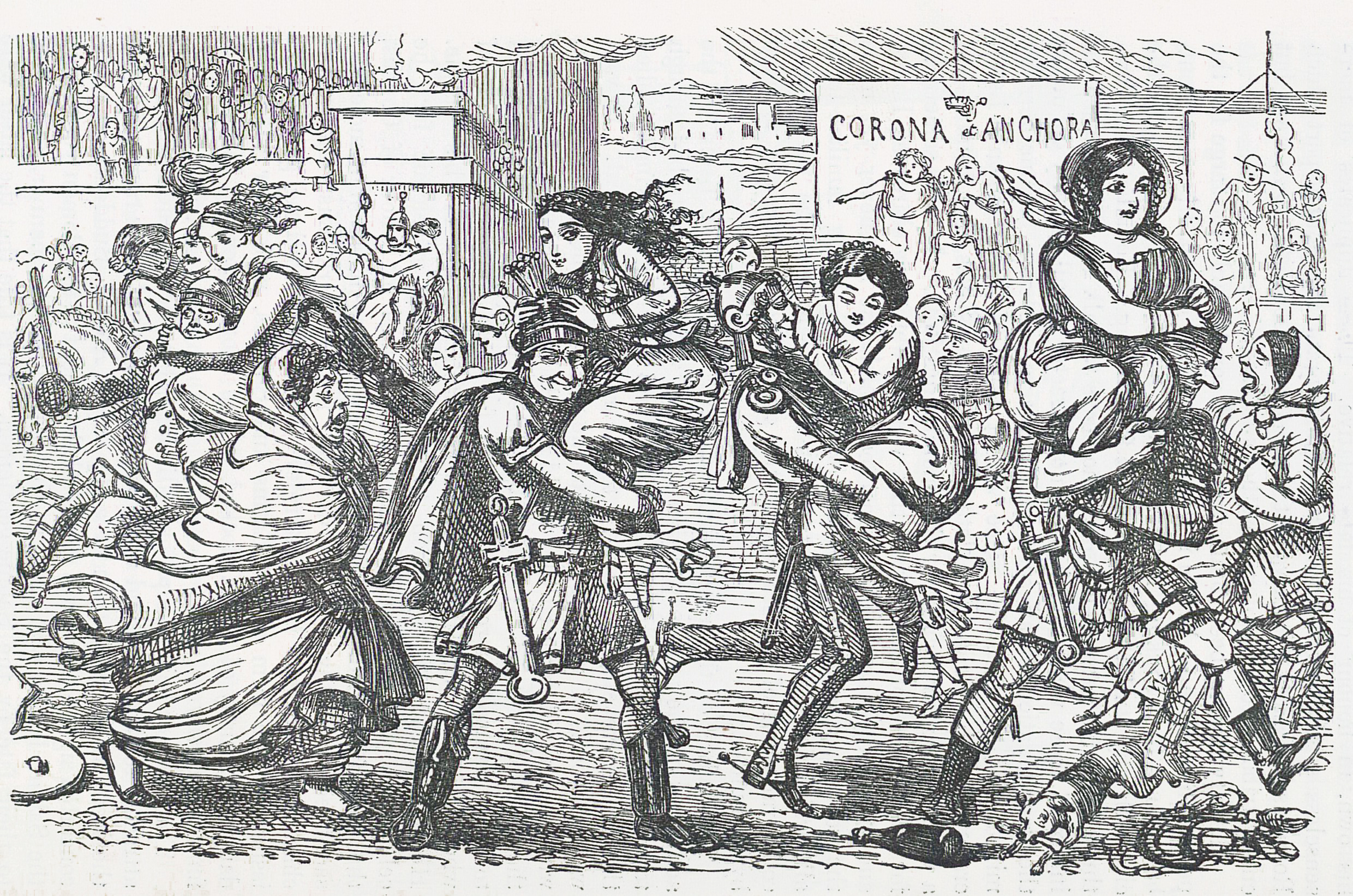
존 리치의 사비니 여인들의 강간 풍자판

영국의 19세기 풍자 화가 존 리치는 그의 《로마 만화사》(Comic History of Rome)에 사비니 여성의 강간에 대한 묘사를 포함시켰는데, 여기서 여성은 고의적으로 시대착오적으로 빅토리아 시대 의상을 입고 "왕관과 닻"(Corona et Anchora, 항해 도시에서 흔히 볼 수 있는 주점 표시)

### 에드가 드가
에드가 드가의 작품에도 〈사비니인의 강간〉(푸생 이후, 1861년경-1862년)이 있다.
드가는 “명작은 계속해서 복제해야 하며, 자연에서 무를 추출하는 것이 합리적으로 허용되어야 하는 것은 훌륭한 복제가임을 증명한 후에야 가능하다.”라고 말했다. 드가는 18세 때인 1853년 루브르 박물관에서 처음으로 그림 복제 허가를 받았다. 그는 이탈리아 르네상스의 위대한 작품과 자신의 고전적인 프랑스 유산에 가장 관심이 많았고, 따라서 푸생 그림의 상세한 사본이다.

### 찰스 크리스찬 날

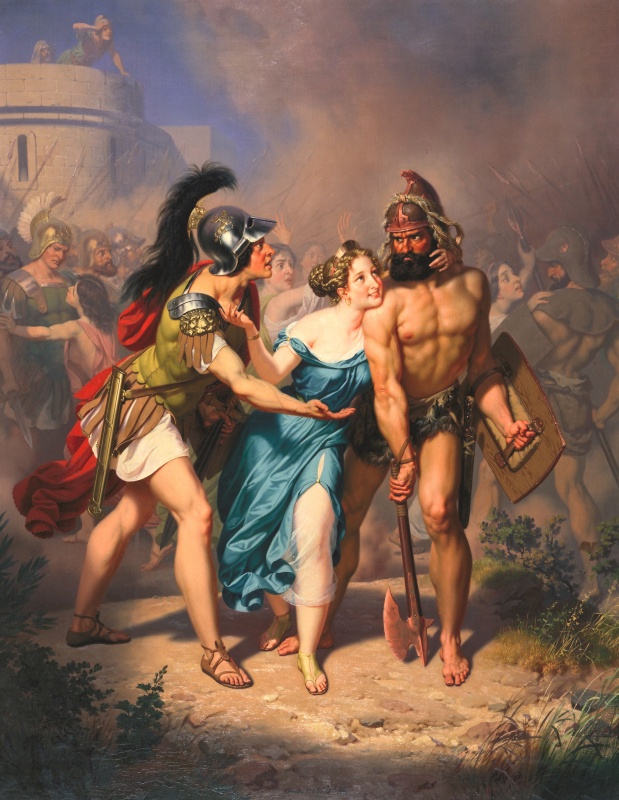
침공, 찰스 크리스찬 날 작품(1871)

찰스 크리스찬 날은 〈납치〉, 〈포획〉, 〈침공〉이라는 제목의 세 작품에서 주제를 그렸다.

### 파블로 피카소
파블로 피카소는 그의 여러 버전의 〈사비니 여인들의 강간〉(1962-63)에서 이 주제를 방문했으며, 그중 하나는 보스턴 미술관에 있다. 이들은 다비드의 버전을 기반으로 한다. 이것들은 이야기의 시작과 끝을 결합하여, 헤르실리아와 그녀의 아이의 노출된 모습을 무시하고, 짓밟는 잔인한 로물루스와 타티우스를 묘사한다.

## 참고 도서

### 고대 자료
- 리비, Ab urbe condita, liber I.IX (1.9) (latin) 틀:Symbol
- 리비, Ab urbe condita, 1.9–13

### 현대 자료
- Michael Crawford, Roman Republican Coinage, Cambridge University Press, 1974–2001.
- Walter Friedlaender, Nicolas Poussin: A New Approach (New York: Abrams), 1964.
- Mallory, J. P (2005). In Search of the Indo-Europeans. Thames & Hudson. ISBN 0-500-27616-1
- Pope-Hennessy, John, Italian High Renaissance & Baroque Sculpture, London: Phaidon, 1996.

## 같이 보기
- 라피타이
- 스톡홀름 증후군